# Comuna Teasc, Dolj
Teasc este o comună în județul Dolj, Oltenia, România, formată din satele Secui și Teasc (reședința).

## Demografie
Componența etnică a comunei Teasc
     Români (92,15%)
     Romi (1,37%)
     Alte etnii (6,47%)
Componența confesională a comunei Teasc
     Ortodocși (92,45%)
     Alte religii (1,01%)
     Necunoscută (6,54%)
Conform recensământului efectuat în 2021, populația comunei Teasc se ridică la 3.059 de locuitori, în scădere față de recensământul anterior din 2011, când fuseseră înregistrați 3.253 de locuitori. Majoritatea locuitorilor sunt români (92,15%), cu o minoritate de romi (1,37%). Din punct de vedere confesional, majoritatea locuitorilor sunt ortodocși (92,45%), iar pentru 6,54% nu se cunoaște apartenența confesională.

## Politică și administrație
Comuna Teasc este administrată de un primar și un consiliu local compus din 13 consilieri. Primarul, Marin Nițu[*], de la Partidul Social Democrat, este în funcție din 2016. Începând cu alegerile locale din 2024, consiliul local are următoarea componență pe partide politice:
|  | Partid                          | Consilieri | Componența Consiliului | Componența Consiliului | Componența Consiliului | Componența Consiliului | Componența Consiliului | Componența Consiliului |
|  | ------------------------------- | ---------- | ---------------------- | ---------------------- | ---------------------- | ---------------------- | ---------------------- | ---------------------- |
|  | Partidul Social Democrat        | 6          |                        |                        |                        |                        |                        |                        |
|  | Partidul Național Liberal       | 4          |                        |                        |                        |                        |                        |                        |
|  | Alianța pentru Unirea Românilor | 1          |                        |                        |                        |                        |                        |                        |
|  | Uniunea Salvați România         | 1          |                        |                        |                        |                        |                        |                        |
|  | Partidul S.O.S. România         | 1          |                        |                        |                        |                        |                        |                        |